# Fritz Hornschuch
Fritz Hornschuch (* 10. September 1874 in Fürth; † 16. April 1955 in Kulmbach) war ein deutscher Unternehmer in der Textilindustrie. Für seine unternehmerischen und sozialen Verdienste wurde er vielfach ausgezeichnet, u. a. als Ehrensenator der Universität Erlangen und als Ehrenbürger von fünf Gemeinden.

## Leben
Fritz Hornschuch war ein Sohn des Unternehmers Heinrich Hornschuch (1838–1912) aus dessen zweiter Ehe mit Maria Johanna Hornschuch geb. Ott. Er kam im Jahr 1900 in die väterliche Spinnerei in Kulmbach, die er zu einem Großbetrieb mit über 3000 Beschäftigten ausbaute. Hornschuch wurde mit dem Titel eines Kommerzienrats ausgezeichnet, später auch Geheimer Kommerzienrat. 1922 verlieh ihm die Technische Hochschule Stuttgart die Ehrendoktorwürde (als Dr.-Ing. E. h.), 1926 wurde er zum Ehrensenator der Universität Erlangen ernannt. 1922 wurde er Ehrenbürger von Kulmbach, 1934 von Mainleus und Burghaig, 1938 von Wernstein und Veitlahm (beide Orte heute Ortsteile von Mainleus). 1954 wurde er mit dem Großen Verdienstkreuz mit Stern der Bundesrepublik Deutschland geehrt. In Kulmbach ist eine Straße und in Mainleus ein Platz nach ihm benannt.